# 't Kabel
't Kabel è un piccolo villaggio dei Paesi Bassi situato nell'Olanda Settentrionale. Fa parte della municipalità di Haarlemmermeer e si trova a sud-est di Nieuw-Vennep, circa 6 km a sud-ovest rispetto Hoofddorp.